# Santas Mulheres

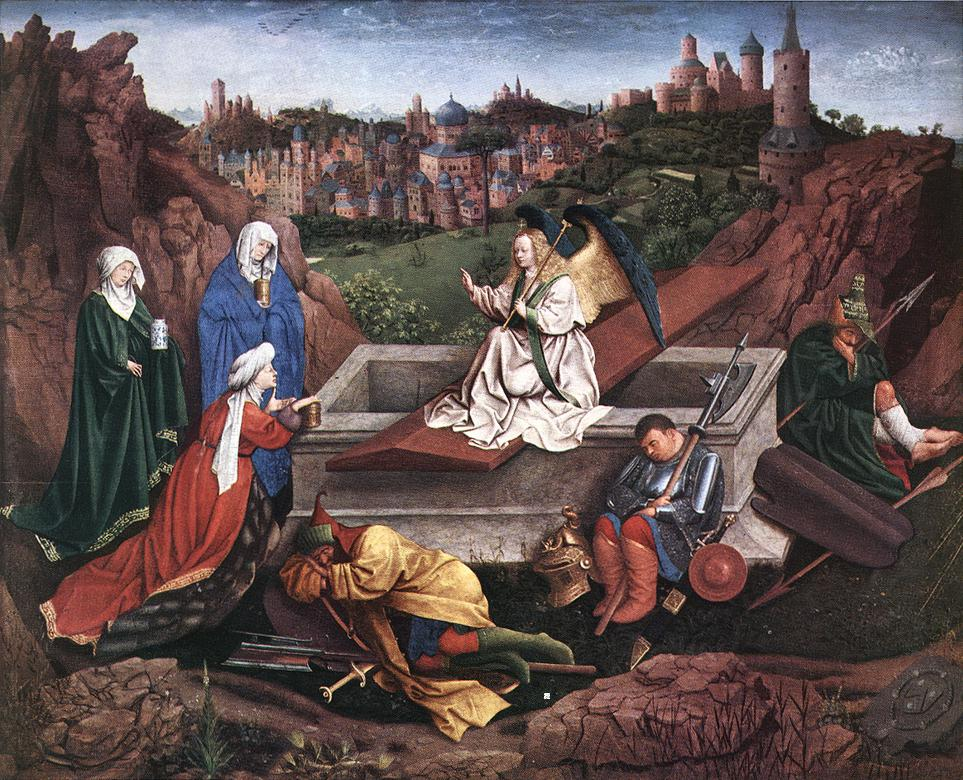
As três Marias encontram o túmulo vazio, por Jan van Eyck e Hubert van Eyck

No cristianismo, as Santas Mulheres são as discípulas de Jesus Cristo que o seguiram em seu ministério e, indo de manhã cedo ao seu túmulo para embalsamar o corpo após sua crucificação, descobriram o túmulo vazio e receberam o anúncio da ressurreição.
No Ocidente, também é referido como "Mulheres no Túmulo". Na tradição oriental, as Santas Mulheres são chamadas de "Mirróforos", isto é, as portadoras de oferendas, ou mais precisamente as portadoras de perfumes, porque carregavam frascos de especiarias – mirra e babosa – para embalsamar o corpo de Cristo.
Em muitas tradições, como a das Marias em Camargue, as Santas Mulheres são três.

## Referência Bíblica
Os trechos sobre a visita ao túmulo em cada um dos evangelhos são:
- João 20:1, que cita apenas Maria Madalena.
- Mateus 28:1 diz que "Maria Madalena" e a "a outra Maria" foram até lá.
- Lucas 23:49 fala de "mulheres que o tinham seguido desde a Galileia" e supostamente são elas as citadas em Lucas 24:1.
- Marcos 16:1 indica que "Maria Madalena", "Maria, mãe de Tiago" e "Salomé" foram até o túmulo para ungir Jesus[2].

## Identificação das Santas Mulheres
A identidade das Santas Mulheres não está claramente assegurada. Os Evangelhos divergem uns dos outros; as Santas Mulheres mencionadas são conhecidas por vários nomes; Os laços entre eles, especialmente os familiares, são controversos. Maria Madalena é a única que aparece nos quatro Evangelhos. A Igreja Católica manteve a lista canônica de Maria, mãe de Tiago (esposa de Cléofas), Maria Salomé (esposa de Zebedeu) e Maria Madalena. A Igreja Ortodoxa ainda reconhece outras mulheres, sendo elas Marta de Betânia e sua irmã Maria, Joana (esposa de Cusa) e Susana.